# Giovanni Antonio Cirullo
Giovanni Antonio Cirullo (Andria, seconda metà del XVI secolo – Andria, dopo il 1610) è stato un compositore italiano.
Attivo a Napoli, fu autore di sei libri di madrigali a cinque voci e fu influenzato dalla musica di Carlo Gesualdo da Venosa.